# Veronica Peparini
Veronica Peparini (Roma, 25 febbraio 1971) è una ballerina e coreografa italiana.
Divenuta famosa come insegnante di danza moderna, contemporanea e hip-hop presso il talent show Amici di Maria De Filippi, Veronica Peparini è stata coreografa per numerosi spettacoli teatrali, tra i quali il Cirque du Soleil.
Come ballerina ha lavorato con artisti internazionali, tra cui Kylie Minogue, Ricky Martin, Robbie Williams, e coreografato e diretto i tour di Tiziano Ferro, Elisa, Claudio Baglioni e Alessandra Amoroso.
Come coreografa ha vinto il premio alla miglior coreografa agli Oscar della Danza con lo spettacolo Romeo e Giulietta - Ama e cambia il mondo, diretto dal fratello Giuliano Peparini.

## Biografia
Inizia a studiare danza all'età di 11 anni nella scuola di Renato Greco, assieme al fratello Giuliano Peparini, per poi perfezionarsi negli anni studiando anche all'estero.
Da ballerina entra a far parte del cast di show a livello nazionale e internazionale, lavorando con artisti come Luciano Pavarotti, Kylie Minogue, Ricky Martin, Robbie Williams, Geri Halliwell, Renato Zero, Claudio Baglioni e Giorgia. Dopo essersi dedicata totalmente al ballo, all'età di 34 anni inizia a insegnare nella scuola del ballerino e coreografo Kledi Kadiu.
Nel 2006 è nata la sua compagnia Free Dance Company di Kledi Kadiu che ha presentato lo spettacolo Cattivi Pensieri con le coreografie di Peparini. Nel 2008 inizia a lavorare come coreografa per Franco Dragone, creatore del Cirque du Soleil, curando diversi show: Taboo (Macao), Zain (Portogallo), The Indian Wedding (Venezia), Cutty Sark (Spagna). Nel 2009 coreografa il tour Alla mia età di Tiziano Ferro e nel 2011 il tour Le cose cambiano dei Velvet. In teatro coreografa Il principe della gioventù del maestro Riz Ortolani nel 2010 assieme al fratello.
Dal 2013 al 2022 partecipa al programma Amici di Maria De Filippi in qualità di insegnante e coreografa. Oltre che per Amici, in televisione ha lavorato come coreografa per Miss Italia e Top of The Pops. Nello stesso anno coreografa lo spettacolo Romeo e Giulietta - Ama e cambia il mondo sotto la regia del fratello, vincendo agli Oscar del Musical 2015 il premio nella categoria “Migliori coreografie”.
Nel 2016 lavora con Alessandra Amoroso alla realizzazione del videoclip Vivere a colori e delle coreografie per il tour omonimo, oltre che coreografare il video del brano Bruciare per te di Elisa. Sempre nel medesimo anno cura le coreografie del programma di Rai 1 Nemicamatissima condotto da Lorella Cuccarini e Heather Parisi. Nel 2017 cura lo spettacolo di tre date ideato da Elisa per i vent'anni di carriera. Nel 2018 è coreografa del tour Al centro di Claudio Baglioni.
Nel 2020 torna a lavorare con il fratello Giuliano alle coreografie di Amici Speciali, ed è coreografa del video Karaoke di Alessandra Amoroso e Boomdabash. L'anno successivo torna a lavorare con la cantante per il video dei singoli Sorriso Grande e Tutte le volte. Nell'agosto 2021 coreografa, assieme al fratello Giuliano, la sfilata di alta moda per Dolce & Gabbana a Venezia. Nell'aprile 2022 viene annunciato che coreograferà il concerto di Alessandra Amoroso Tutto Accade a San Siro del 13 giugno 2022. Dal novembre al dicembre 2022 prosegue la collaborazione con la cantante, ricoprendo il ruolo di coreografa per il Tutto Accade Tour, serie di concerti a promozione dell'album dell'Amoroso Tutto accade.
Nel 2024 è una concorrente della quarta edizione del reality show La Talpa, condotto da Diletta Leotta ed in onda su Canale 5.
Nel 2025 ritorna come professoressa di danza ad Amici sostituendo Deborah Lettieri. 

## Vita privata
Sorella del coreografo Giuliano Peparini, è stata sposata con il ballerino Fabrizio Prolli. La coppia ha avuto due figli: Daniele e Olivia.
Dal 2018 è sentimentalmente legata al ballerino Andreas Müller., conosciuto nel corso della sua esperienza ad Amici. Il 5 novembre 2023 annunciano di aspettare due gemelle. Il 18 marzo 2024, a 53 anni, dà alla luce Penelope e Ginevra.
Durante La talpa - Who is the Mole, il suo compagno Andreas, le fa la proposta di matrimonio, confermata poi a Verissimo.

## Programmi televisivi
- Amici di Maria De Filippi, (Canale 5, 2013-2022, 2025-in corso) - Insegnante di ballo e coreografa
- Nemicamatissima, (Rai 1, 2016) - Coreografa
- Amici speciali (Canale 5, 2020) - Coreografa
- D'amore e d'accordo - VIP  (Real Time, 2021) - Concorrente
- La talpa - Who is the Mole (Canale 5, 2024) - Concorrente
- This Is Me (Canale 5, 2024) - ospite

## Teatro
- Cattivi Pensieri, regia di Kledi Kadiu, coreografie di Veronica Peparini. Tour in Italia (2006)
- Di-dentro, regia di Kledi Kadiu, coreografie di Veronica Peparini. Tour in Italia (2009)
- Il principe della gioventù, regia di Giuliano Peparini, coreografie di Veronica Peparini (2010)
- Romeo e Giulietta - Ama e cambia il mondo, regia di Giuliano Peparini, coreografie di Veronica Peparini  (2013–2018)

## Tour ed eventi

### Coreografa
- Cirque du Soleil, regia di Franco Dragone (2008-2011)[23]
- Alla mia età Tour di Tiziano Ferro (2009)
- Le cose cambiano Tour di Delta V (2011)
- Miss Italia (2013)
- Vivere a colori Tour di Alessandra Amoroso (2016)
- Together Here We Are di Elisa (2017)
- 50 al centro di Claudio Baglioni (2018)
- Alta Moda Fashion Show 2021 di Dolce & Gabbana (2021)
- Tutto Accade a San Siro di Alessandra Amoroso (2022)[15]
- Tutto Accade Tour di Alessandra Amoroso (2022)

## Videoclip

### Coreografa
- Bruciare per te di Elisa (2016)
- Vivere a colori di Alessandra Amoroso (2016)
- Karaoke di Alessandra Amoroso e Boomdabash (2020)
- Sorriso grande di Alessandra Amoroso (2021)
- Tutte le volte di Alessandra Amoroso (2021)